# John Hopcroft
John Edward Hopcroft (ur. 7 października 1939 w Seattle) – amerykański informatyk. Za wkład w rozwój teorii obliczeń otrzymał wraz z Robertem Tarjanem nagrodę Turinga w 1986 roku (za „fundamentalne osiągnięcia w projektowaniu i analizie algorytmów i struktur danych”).

## Życiorys
Ojciec Hopcrofta był brytyjskim weteranem pierwszej wojny światowej, który przeniósł się do Kanady, ponieważ nie mógł znaleźć pracy w Wielkiej Brytanii. W Seattle poznał i poślubił matkę Johna i pracował jako woźny.
Twierdzi, że z powodu braku rodzinnych doświadczeń z wyższym wykształceniem nie zastanawiał się nad innym uniwersytetem, niż lokalny Uniwersytet w Seattle.
Hopcroft uzyskał tytuł licencjata (1961) w dziedzinie elektrotechniki na Uniwersytecie w Seattle oraz tytuł magistra (1962) i doktorat (1964) w dziedzinie elektrotechniki na Uniwersytecie Stanforda. Po opuszczeniu Stanforda Hopcroft pracował na Uniwersytecie Princeton (1964–1967) oraz na Uniwersytecie Cornella (1967–), gdzie w 2004 r. został profesorem inżynierii i matematyki stosowanej.
Pierwsze wysiłki badawcze Johna w dziedzinie informatyki dotyczyły dziedziny, która stała się znana jako teoria języków formalnych. Poczynił on fundamentalne postępy w gramatyce formalnej, zanim zwrócił swoją uwagę na badanie algorytmów.
Jest autorem książki Formal Languages and their Relation to Automata (1971) oraz, wraz z amerykańskimi informatykami Jeffreyem D. Ullmanem i Alfredem V. Aho, The Design and Analysis of Computer Algorithms (1974), Introduction to Automata Theory, Languages and Computation (1979) oraz Data Structures and Algorithms (1983).
Jest członkiem American Academy of Arts and Sciences (1987), American Association for the Advancement of Science (1987), Institute of Electrical and Electronics Engineering (1987), US National Academy of Engineering (1989) oraz Association for Computing Machinery (1994). Hopcroft służył (1992–1998) w National Science Board, która nadzoruje National Science Foundation. W 2010 został także wyróżniony Medalem Johna von Neumanna.